# Johann August Bach
Pour les articles homonymes, voir Johann Bach (homonymie) et Bach (homonymie).
Johann August Bach est un juriste allemand et professeur de jurisprudence à l'université de Leipzig, né le 17 mai 1721 à Hohendorf en électorat de Saxe et mort le 6 ou 8 décembre 1758.
Il est l'auteur d'une Histoire de la jurisprudence romaine en latin, 1756.

## Publications
- Jo[hannis] Augusti Bachii Historia iurisprudentiae Romanae quatuor libris comprehensa. Lipsiae: Sumt. Haer. Lankisianorum, 1754.